# Garndocka

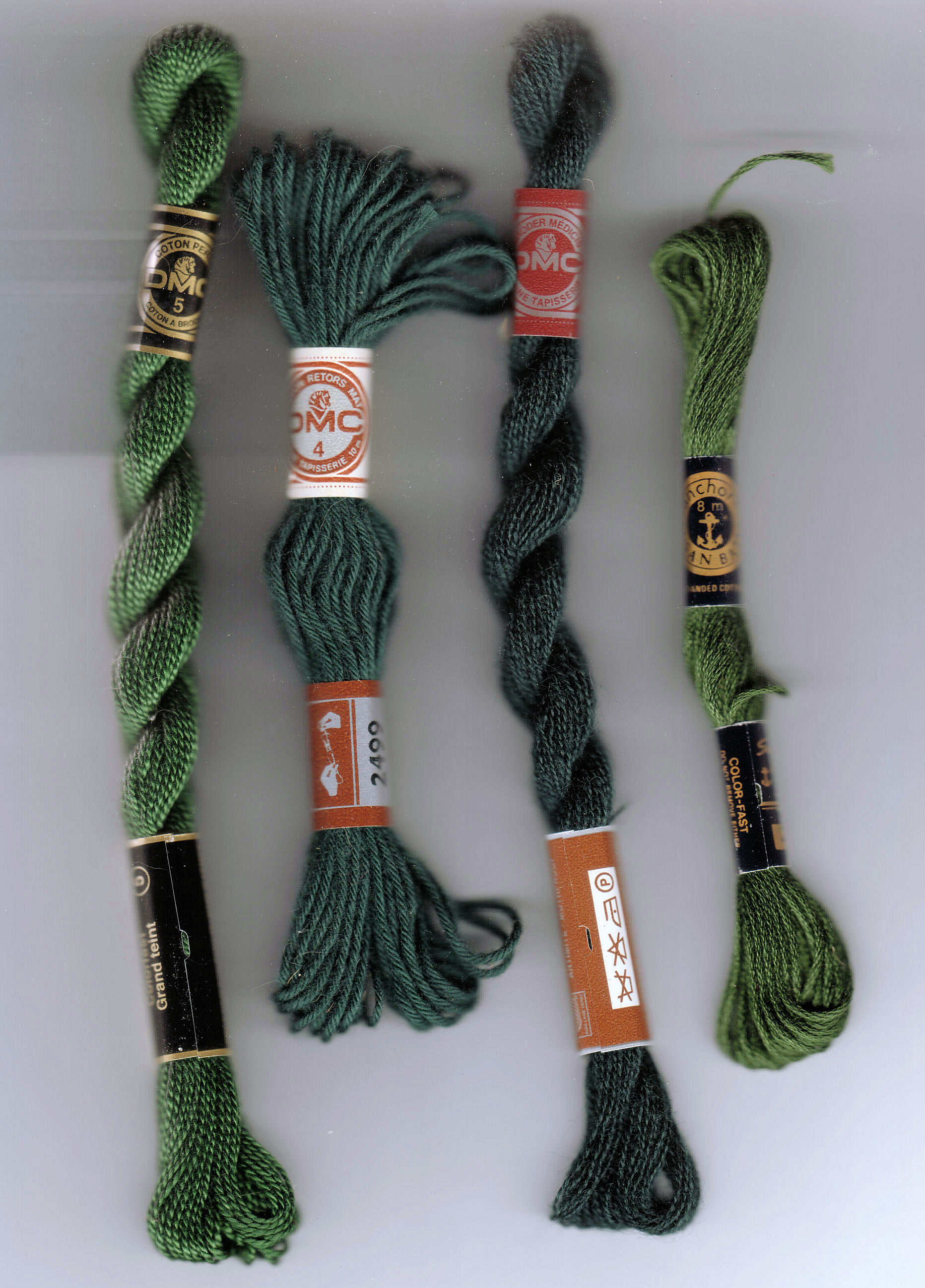
Garndockor i gröna nyanser.

En garndocka är en liten härva med garn eller tråd som omsluts med ett band av papper eller liknande. Garndockor används företrädesvis för broderigarner.
Garndocka kan även syfta på en docka tillverkad av garn. Garndockor användes tidigt som pynt i julgranen tillsammans med figurer av mjöl och vatten samt hemmagjorda hjärtan och korgar av papper.